# Article 25 de la Constitution de la Cinquième République française
Article 24 Article 26
L'article 25 de la Constitution de la Cinquième République française renvoie à la loi organique et à la loi ordinaire la fixation des modalités de constitution des assemblées parlementaires.

## Texte
« Une loi organique fixe la durée des pouvoirs de chaque assemblée, le nombre de ses membres, leur indemnité, les conditions d'éligibilité, le régime des inéligibilités et des incompatibilités.

Elle fixe également les conditions dans lesquelles sont élues les personnes appelées à assurer, en cas de vacance du siège, le remplacement des députés ou des sénateurs jusqu'au renouvellement général ou partiel de l'assemblée à laquelle ils appartenaient ou leur remplacement temporaire en cas d'acceptation par eux de fonctions gouvernementales.

Une commission indépendante, dont la loi fixe la composition et les règles d'organisation et de fonctionnement, se prononce par un avis public sur les projets de texte et propositions de loi délimitant les circonscriptions pour l'élection des députés ou modifiant la répartition des sièges de députés ou de sénateurs. »
— Article 25 de la Constitution
La fin du deuxième alinéa et le dernier alinéa ont été ajoutés par la révision constitutionnelle du 23 juillet 2008 (article 46-I). Ils s'appliquent dans les conditions fixées par une loi organique et une loi ordinaire du 13 janvier 2009.

## Textes d'application
L'article prévoit ses conditions d'application à la loi organique.
La loi organique no 2014-125 du 14 février 2014 a ainsi interdit le cumul de fonctions exécutives locales avec le mandat de député ou de sénateur.

## Commission de redécoupage
La Commission de découpage électoral est décrite au livre huitième du Code électoral. Elle est créée en 2009 et procède l'année suivante au redécoupage des circonscriptions. Elle peut être saisie par le premier ministre ou pour des projets de loi. Elle s’exprime au Journal officiel après saisine.
La commission compte six membres : un président, désigné par le président de la république, un désigné par le président de l'Assemblée, un désigné par le président du sénat ainsi que trois magistrats, chacun désigné par le Conseil d'État, la Cour de  cassation et le Conseil constitutionnel. Pour les deux membres nommés par les présidents des chambres, il y a refus si la commission électorale de l'Assemblée ou du Sénat vote à 60 % par la négative.
Les membres sont nommés pour des mandats de six ans, non renouvelables. Ils ont le devoir d'être impartiaux, la fonction est incompatible avec tout mandat électif. Les débats et votes internes sont secrets. 

### Liste des présidents
| Identité            | Période       | Période       |
| Identité            | Début         | Fin           |
| ------------------- | ------------- | ------------- |
| Yves Guéna          | 21 avril 2009 | 20 avril 2015 |
| Christian Vigouroux | 26 avril 2017 | 20 avril 2021 |
| Bernard Stirn       | 30 juin 2025  |               |